# Cardiohypnus
Cardiohypnus là một chi bọ cánh cứng trong họ 
Elateridae.
Chi này được Fleutiaux miêu tả khoa học năm 1928.

## Các loài
Các loài trong chi này gồm:
- Cardiohypnus beesoni Fleutiaux, 1928
- Cardiohypnus bhutanicus Dolin, 1992
- Cardiohypnus brancucci Dolin, 1992
- Cardiohypnus coomani (Fleutiaux, 1925)
- Cardiohypnus kabakovi Dolin, 1992
- Cardiohypnus mirabilis (Candèze, 1860)
- Cardiohypnus nepalensis Dolin, 1992
- Cardiohypnus stephensi Fleutiaux, 1928
- Cardiohypnus wittmeri Dolin, 1992